# Milan Kučan

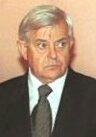
Milan Kučan

Milan Kučan (Križevci (bij Gornji Petrovci), 14 januari 1941) is een Sloveens politicus en staatsman. Hij was de eerste president van Slovenië.
Milan Kučan werd in 1986 leider van de Sloveense Bond van Communisten. Hij wordt in verband gebracht met de losmaking van de Slovenen uit de Joegoslavische Bond van Communisten en het later geleidelijk ruimte geven aan verschillende oppositiebewegingen. Zijn hervormingsgezindheid werd groter, naarmate de druk vanuit het unitaristische Servië, sinds 1986 geleid door Slobodan Milošević, toenam. 
De democratische ontwikkelingen in Slovenië werden begeleid door Kučan, hij was aanvankelijk geen vurig aanhanger van de Sloveense onafhankelijkheid, zoals dat sinds 1989 door de oppositionele partijenalliantie Demos werd gepropageerd. Conflicten tussen beide groeperingen bleven echter uit, mede doordat de gewelddadige ontwikkelingen in Kosovo bij alle Slovenen een consensus teweegbrachten ten aanzien van de toekomst van Slovenië.
Milan Kučan was ten tijde van de Tiendaagse Oorlog president van het presidium van de republiek. In deze functie naam hij deel aan het overleg met de Europese Unie op Brioni, dat uitmondde in het Brioni-Akkoord. In 1992 werd hij tot president gekozen, en vervolgens in 1997 in dit ambt herkozen. Hij werd opgevolgd door Janez Drnovšek. 
Kučan is gehuwd met Štefka Kučan.

## Lijst van functies, bekleed door Milan Kučan
- Bond van de Socialistische Jeugd van Slovenië, voorzitter (1968-1969)
- Secretariaat van de Bond van Communisten van Slovenië, lid (1969-1973)
- Socialistische Bond van het Arbeidende Volk, secretaris (1973-1978)
- Assemblee van de Socialistische Republiek Slovenië, voorzitter (1978-1982)
- Centraal Comité van de Bond van Communisten van Joegoslavië, Sloveens afgevaardigde (1982-1986)
- Centraal Comité van de Bond van Communisten van Slovenië, voorzitter (1986-1990)
- Presidium van de Republiek Slovenië, president (1990-1992)
- President van de Republiek Slovenië (1992-2002)

Milan Kučan · Janez Drnovšek · Danilo Türk · Borut Pahor · Nataša Pirc Musar
- Gemeinsame Normdatei: 119174782
- International Standard Name Identifier: 0000 0000 3190 8071
- Library of Congress Control Number: n92035931
- National Archives and Records Administration: 17357844
- Nationale Bibliotheek van Tsjechië: js2017942050
- Nationale en Universitaire bibliotheek Zagreb: 000021532
- Système universitaire de documentation: 178379743
- Virtual International Authority File: 68121580
- WorldCat: E39PBJgCGVjCkRX4rtBYTQbjmd